# فيرجينيو روزيتا
فيرجينيو روزيتا (بالإيطالية:  Virginio Rosetta)‏ (25 فبراير 1902 في فرشيلي – 31 مارس 1975 في تورينو) لاعب كرة قدم إيطالي راحل كان يجيد اللعب في خط الدفاع .
لعب طوال مسيرته الرياضية في أندية برو فرشيلي (1918-1920) يوفنتوس (1923-1936) .
لعب لصالح منتخب إيطاليا 52 مباراة دولية من دون تسجيل أي هدف من 1920 إلى 1934 وقد شارك في بطولة كأس العالم لكرة القدم 1934 التي أقيمت في إيطاليا .
بعد اعتزال اللعب تولى تدريب أندية يوفنتوس (1935-1939) لوكيزي (1939-1940) باليرمو (1947-1948) .

## روابط خارجية
- فيرجينيو روزيتا على موقع الاتحاد الدولي (مؤرشف)  (الإنجليزية)
- فيرجينيو روزيتا على موقع قاعدة بيانات كرة القدم.إي يو (الإنجليزية)
- فيرجينيو روزيتا على موقع ناشيونال فوتبول تيمز (الإنجليزية)
- فيرجينيو روزيتا على موقع عالم كرة القدم.نت (الإنجليزية)
- فيرجينيو روزيتا على موقع أوليمبيديا (الإنجليزية)
- فيرجينيو روزيتا على موقع اللجنة الأولمبية الإيطالية (الإيطالية)